# Hamaspora australis
Hamaspora australis är en svampart som beskrevs av G. Cunn. 1930. Hamaspora australis ingår i släktet Hamaspora och familjen Phragmidiaceae.   Inga underarter finns listade i Catalogue of Life.